# Alexei Sergejewitsch Zwetkow
Alexei Sergejewitsch Zwetkow (russisch Алексей Сергеевич Цветков; * 28. August 1981 in Rybinsk, Russische SFSR) ist ein russischer Eishockeyspieler, der zuletzt beim HK Sotschi in der Kontinentalen Hockey-Liga unter Vertrag stand.

## Karriere
Alexei Zwetkow begann seine Karriere als Eishockeyspieler in der Nachwuchsabteilung von Sewerstal Tscherepowez, für dessen zweite Mannschaft er von 1998 bis 2000 in der drittklassigen Perwaja Liga aktiv war. Parallel gab er in der Saison 1999/2000 sein Debüt in der Superliga für Sewerstals Profimannschaft. In seinem Rookiejahr blieb er in insgesamt elf Spielen punktlos und erhielt acht Strafminuten. In den folgenden vier Jahren stand der Center für Sewerstal Ligarivalen SKA Sankt Petersburg auf dem Eis, wobei er die Saison 2003/04 bei Salawat Julajew Ufa beendete, für das er bis Saisonende weitere zwei Spiele in der Superliga bestritt.  
Zur Saison 2004/05 wechselte Zwetkow zum HK MWD Twer aus der Wysschaja Liga, der zweiten russischen Spielklasse. Als Zweitligameister stieg er mit seiner Mannschaft auf Anhieb in die Superliga auf. Auch nach der Umsiedlung der Mannschaft nach Balaschicha im Anschluss an die Saison 2006/07 blieb der Russe dem Team erhalten. Mit dem HK MWD, der seit der Saison 2008/09 an der neu gegründeten Kontinentalen Hockey-Liga teilnahm, erreichte er in der Saison 2009/10 das Finale um den Gagarin Cup, in dem er mit seiner Mannschaft dem Vorjahresmeister Ak Bars Kasan unterlag. Zwetkow selbst hatte mit fünf Toren und elf Vorlagen in 22 Playoff-Einsätzen großen Anteil am Finaleinzug. 
Zur Saison 2010/11 unterschrieb Zwetkow einen Vertrag bei seinem Ex-Klub Sewerstal Tscherepowez, für den er in den folgenden zwei Spieljahren über 110 KHL-Partien absolvierte. Im Mai 2012 erhielt Zwetkow einen Zweijahresvertrag beim HK Dynamo Moskau und gehörte dort in den folgenden Spieljahren zu den Leistungsträgern. In der Saison 2015/16 war er mit 39 Punkten sogar teaminterner Topscorer.
Im Sommer 2017 wurde sein laufender Vertrag mit Dynamo durch die KHL annulliert und Zwetkow wechselte zum HK Sotschi. Seit 2018 spielt Zwetkow nicht mehr aktiv Eishockey.

## Erfolge und Auszeichnungen
- 2005 Meister der Wysschaja Liga und Aufstieg in die Superliga mit dem HK MWD Twer
- 2010 Bester Vorlagengeber der KHL-Playoffs (gemeinsam mit Alexander Radulow)
- 2013 Gagarin-Pokal-Gewinn mit dem HK Dynamo Moskau

## Statistik
(Stand: Ende der Saison 2016/17)